# 3 Brygada Lotnictwa Transportowego
3 Brygada Lotnictwa Transportowego  (3 BLTr) – związek taktyczny lotnictwa Wojska Polskiego.

## Geneza i zmiany organizacyjne
Minister obrony narodowej decyzją nr 67 z 22 września 2006 roku nakazał sformować w Powidzu dowództwo 3 Brygady Lotnictwa Transportowego. Brygada została bezpośrednio podporządkowana Dowództwu Sił Powietrznych.
Na mocy decyzji ministra obrony narodowej nr 47 z 5 sierpnia 2008 roku 3 Brygada Lotnictwa Transportowego została przeformowana w 3 Skrzydło Lotnictwa Transportowego.

## Struktura organizacyjna
- 8 Baza Lotnicza
- 13 eskadra lotnictwa transportowego z Krakowa
- 2 Baza Lotnicza
- 2 eskadra lotnictwa transportowo-łącznikowego z Bydgoszczy
- 3 Baza Lotnicza
- 3 eskadra lotnictwa transportowo-łącznikowego z Wrocławia
- 14 eskadra lotnictwa transportowego z Powidza

Brygada obejmowała całe polskie lotnictwo transportowe i pomocnicze, z wyjątkiem 36 Specjalnego Pułku Lotnictwa Transportowego.

## Dowódcy brygady
- gen. bryg. pil. Sławomir Kałuziński
- gen. bryg. pil. Adam Świerkocz
- płk dypl. pil. Sławomir Żakowski
- gen. bryg. pil. Tadeusz Mikutel